# Wybory prezydenckie w Stanach Zjednoczonych w 1852 roku

Mapa wyborcza Stanów Zjednoczonych w 1852 roku. Liczba na mapie określa liczbę przedstawicieli stanu w Kolegium Elektorów

Wybory prezydenckie w Stanach Zjednoczonych w 1852 roku – siedemnaste wybory prezydenckie w historii Stanów Zjednoczonych. Na urząd prezydenta wybrano Franklina Pierce’a, a wiceprezydentem został William R. King.

## Kampania wyborcza
Wybory prezydenckie w 1852 roku odbywały się w cieniu, zawartego dwa lata wcześniej, Kompromisu 1850 roku. Partia Wigów nie zdecydowała się udzielić ponownego poparcia dla prezydenta Millarda Fillmore’a. Zawdzięczając swoje dwa wcześniejsze sukcesy wyborcze (z 1840 i 1848 roku) wojskowym, udzielili poparcia kolejnemu bohaterowi wojny z Meksykiem – generałowi Winfieldowi Scottowi. Kandydatura została zaakceptowana po długich dyskusjach i sporach wewnątrzpartyjnych. Na początku czerwca 1852 roku Partia Demokratyczna zwołała konwencję wyborczą w Baltimore. Początkowo o nominację ubiegali się m.in.: Stephen A. Douglas, Sam Houston, James Buchanan, Lewis Cass, William L. Marcy i Joseph Lane. Ponieważ przez długi czas żaden kandydat nie mógł uzyskać wymaganej większości 2/3 głosów, zaczęto szukać kandydatów kompromisowych. W 35. głosowaniu zgłoszono Franklina Pierce’a, który w 49. głosowaniu uzyskał 283, spośród 289 głosów delegatów. Nominację wiceprezydencką uzyskał William King. Pierce nie prowadził kampanii wyborczej, pozostawiając to swojej partii. Partia Wolnej Ziemi wysunęła kandydaturę Johna Hale’a. Większość wyborców wigów z południa kraju odwróciła się od kandydatury Winfielda Scotta, z racji jego poglądów na temat niewolnictwa. Przypieczętowało to klęskę Partii Wigów, która zniknęła ze sceny politycznej. Zawarcie kompromisu 1850 roku, uspokoiło nieco nastroje w społeczeństwie, co przyłożyło się także na słabszy wynik Partii Wolnej Ziemi – zdobyli o połowę głosów mniej, niż w 1848 roku.

## Kandydaci

### Partia Demokratyczna

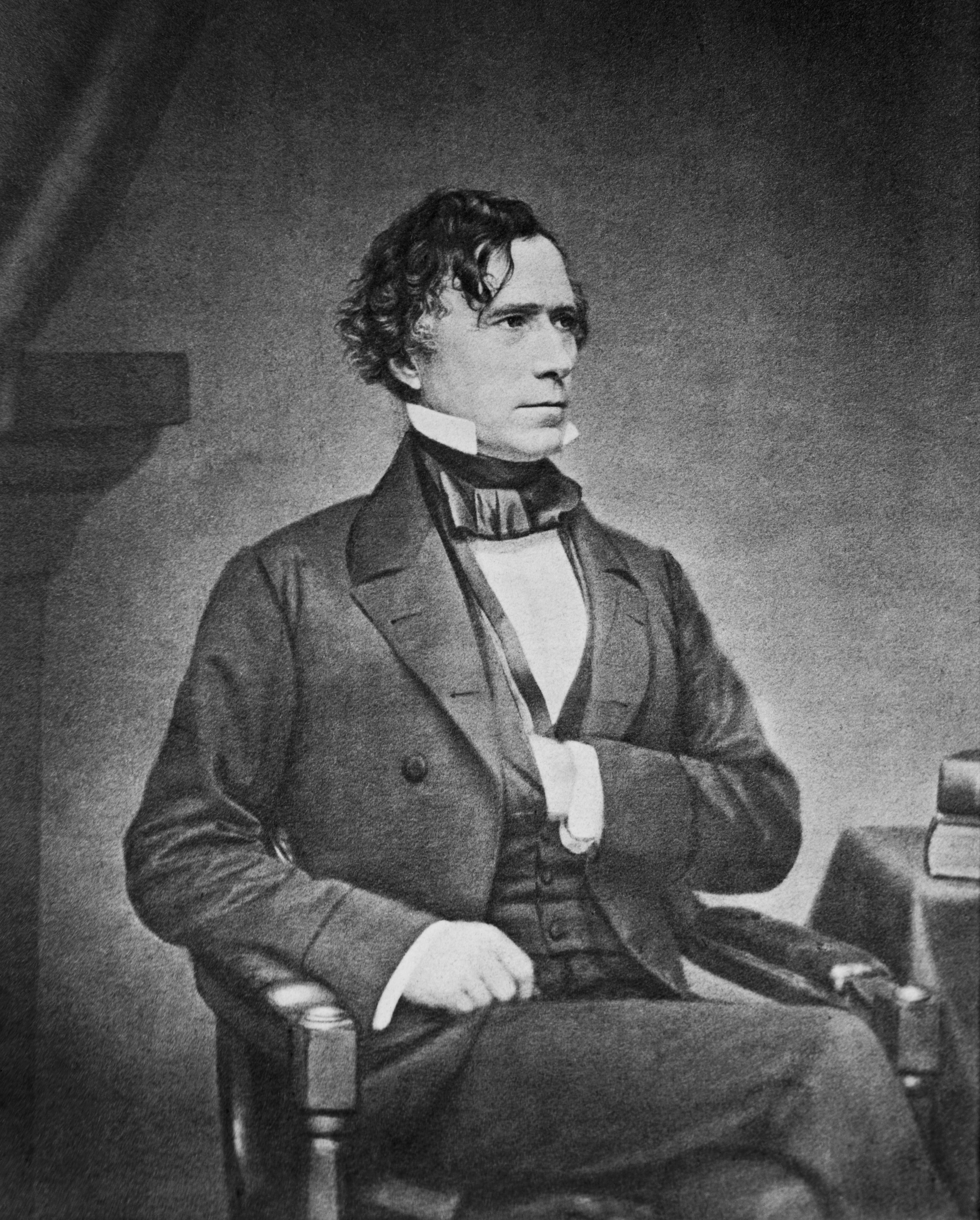
Franklin Pierce
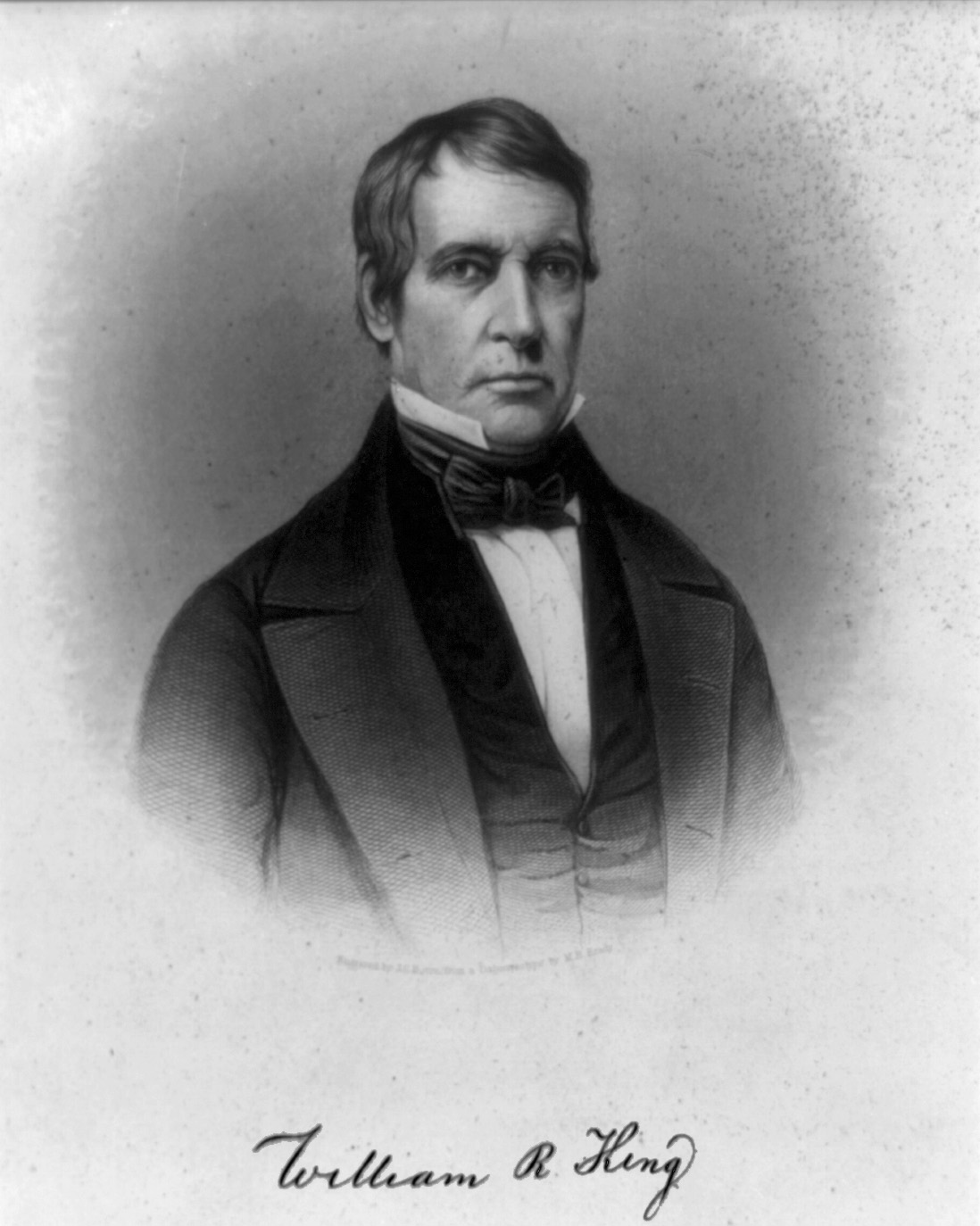
William King

### Partia Wigów

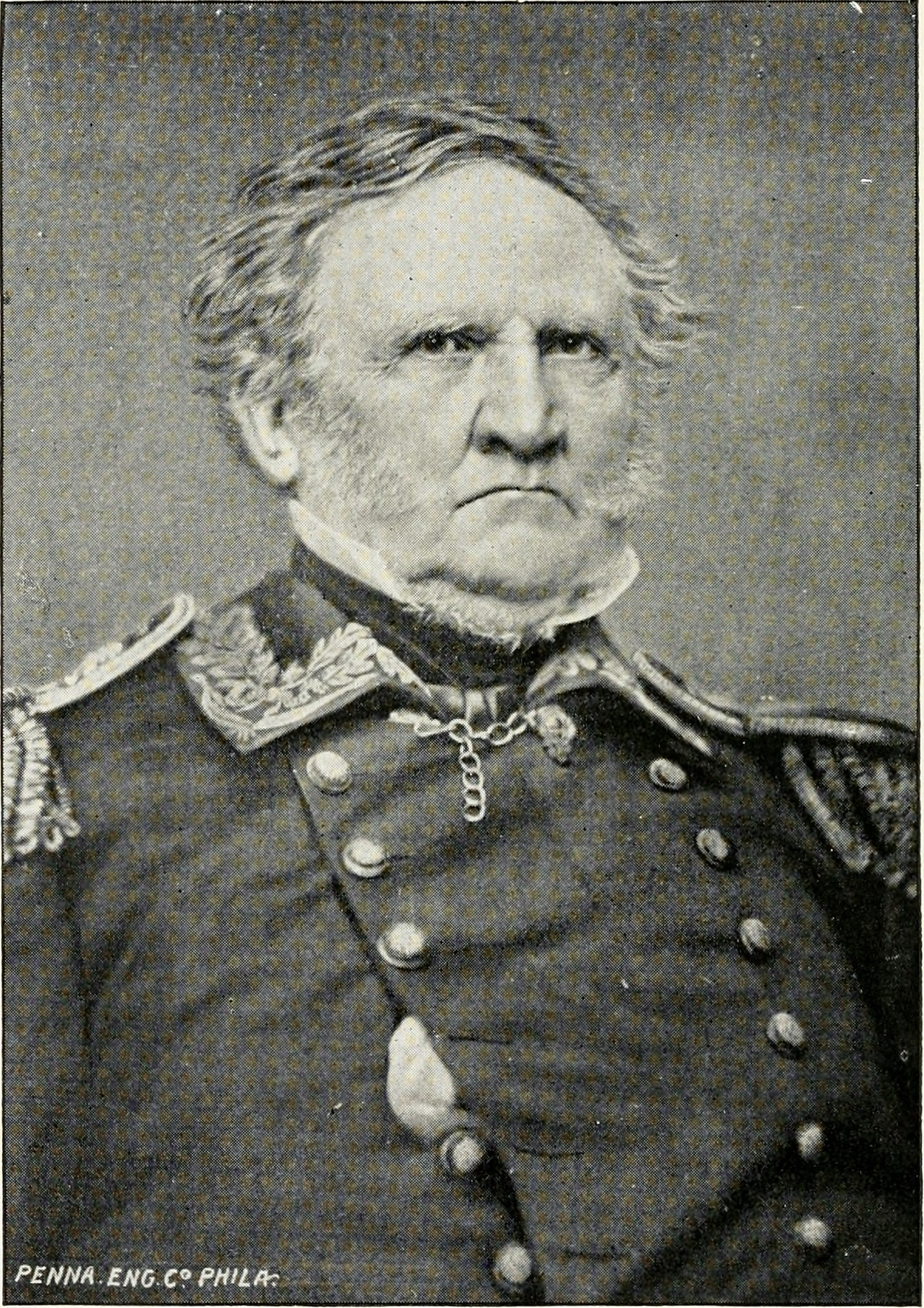
Winfield Scott
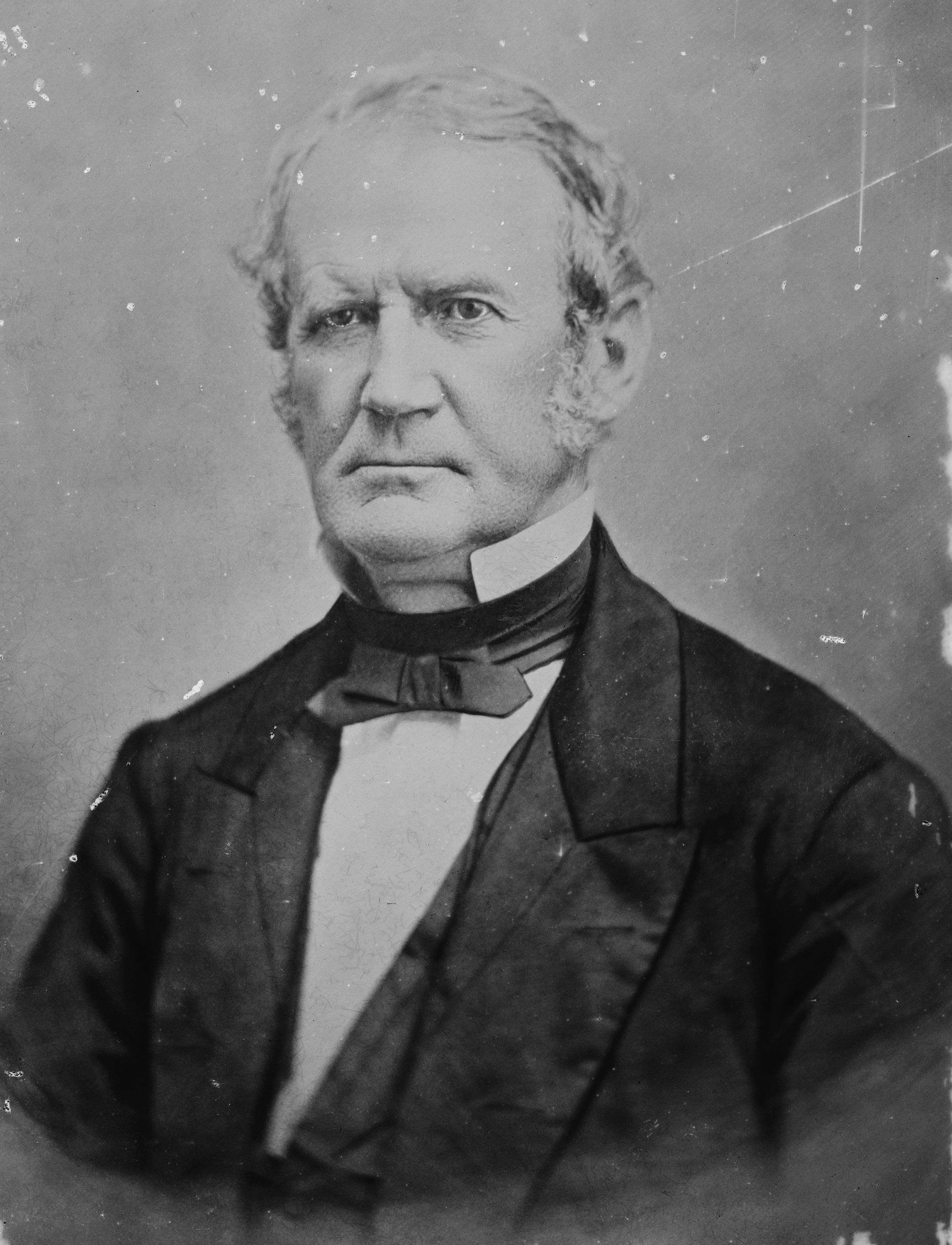
William Alexander Graham

### Partia Wolnej Ziemi

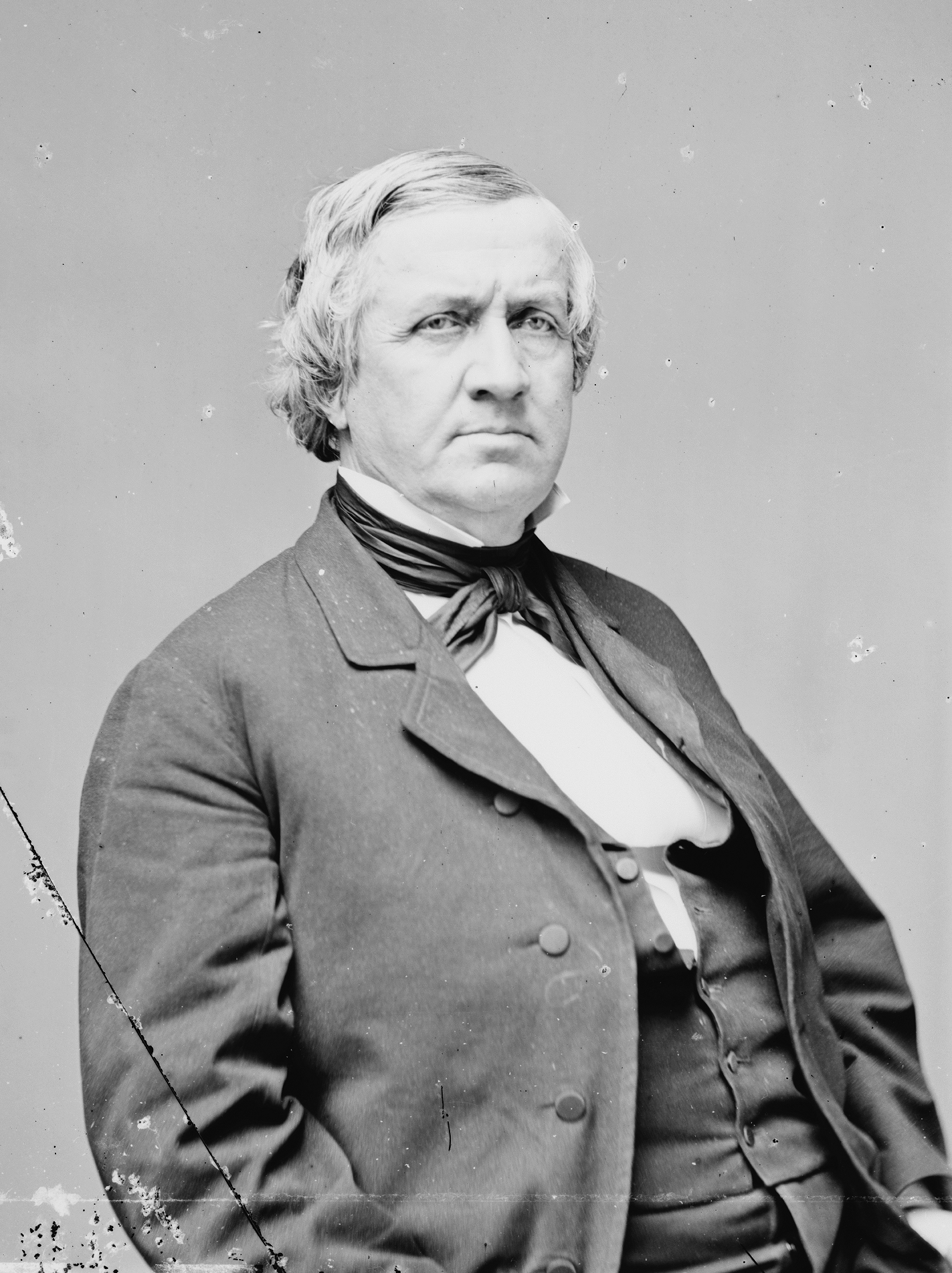
John Hale
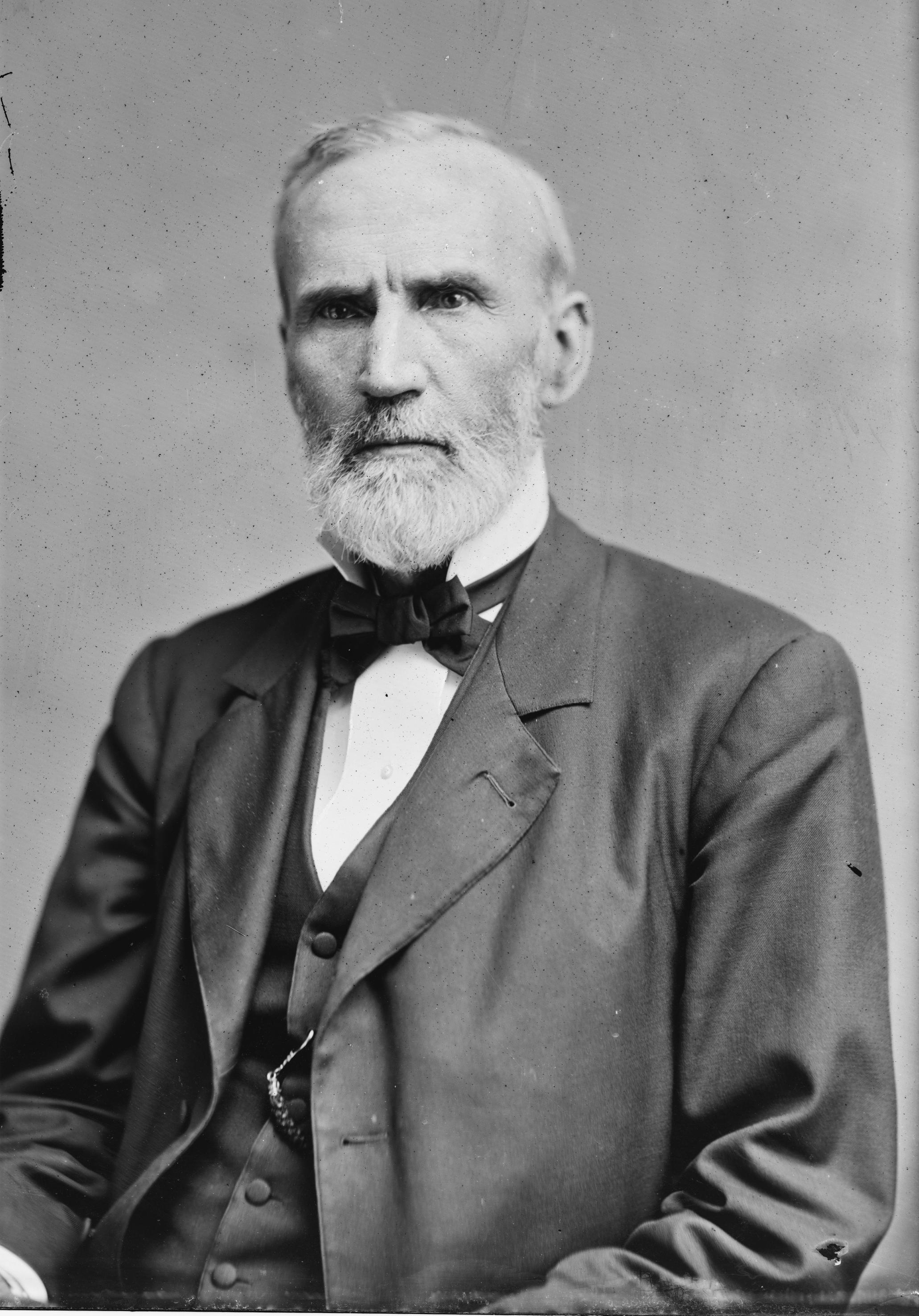
George Washington Julian

## Wyniki głosowania
Głosowanie powszechne odbyło się 2 listopada 1852 roku i wzięło w nim udział ok. 3,1 mln osób. Pierce uzyskał 50,8% poparcia, wobec 43,9% dla Scotta i 4,9% Hale’a. Ponadto oddano nieco ponad 12000 głosów na niezależnych elektorów, głosujących na innych kandydatów, m.in.: Daniela Webstera czy Jacoba Brooma. Frekwencja wyniosła 69,6%. W głosowaniu Kolegium Elektorów (zatwierdzonym 9 lutego 1853) Pierce uzyskał 254 głosy, przy wymaganej większości 149 głosów. Na Scotta zagłosowało 42 elektorów. W głosowaniu na wiceprezydenta zwyciężył William King, uzyskując 254 głosy, wobec 42 dla Williama Grahama.
Franklin Pierce został zaprzysiężony 4 marca 1853 roku.
| Kandydat na prezydenta | Partia               | Głosowanie powszechne | Głosowanie powszechne | Kolegium Elektorów |
| Kandydat na prezydenta | Partia               | Głosy                 | Procent               | Kolegium Elektorów |
| ---------------------- | -------------------- | --------------------- | --------------------- | ------------------ |
| Franklin Pierce        | Partia Demokratyczna | 1 607 510             | 50,8%                 | 254                |
| Winfield Scott         | Partia Wigów         | 1 386 942             | 43,9%                 | 42                 |
| John Hale              | Partia Wolnej Ziemi  | 155 210               | 4,9%                  | 0                  |
| Łącznie                | Łącznie              | Łącznie               | Łącznie               | 296                |

| Kandydat na wiceprezydenta | Partia               | Kolegium Elektorów |
| -------------------------- | -------------------- | ------------------ |
| William R. King            | Partia Demokratyczna | 254                |
| William Graham             | Partia Wigów         | 42                 |
| Łącznie                    | Łącznie              | 296                |